# 羟基硬脂酸甘油酯
羟基硬脂酸甘油酯（英語：Glyceryl hydroxystearate，或称为单羟基硬脂酸甘油酯，glyceryl monohydroxystearate，缩写GMHS）是一种单酸甘油酯，化学式C21H42O5，由2-羟基硬脂酸与甘油的2号位羟基酯化形成，用于多种化妆品和护肤品。